# Lijst van nummer 1-hits in Polen in 2020
Deze hits stonden in 2020 op nummer 1 in de Polish Airplay Chart, de bekendste hitlijst in Polen.
| Datum        | Artiest                                      | Titel                         |
| ------------ | -------------------------------------------- | ----------------------------- |
| 4 januari    | Camila Cabello                               | Liar                          |
| 11 januari   | Maroon 5                                     | Memories                      |
| 18 januari   | Maroon 5                                     | Memories                      |
| 25 januari   | Cleo                                         | Dom                           |
| 1 februari   | Shanguy                                      | Désolée (Paris/Paname)        |
| 8 februari   | The Weeknd                                   | Blinding lights               |
| 15 februari  | Shanguy                                      | Désolée (Paris/Paname)        |
| 22 februari  | Shanguy                                      | Désolée (Paris/Paname)        |
| 29 februari  | Sanah                                        | Szampan                       |
| 7 maart      | The Weeknd                                   | Blinding lights               |
| 14 maart     | Sanah                                        | Szampan                       |
| 21 maart     | Sanah                                        | Szampan                       |
| 28 maart     | Sanah                                        | Szampan                       |
| 4 april      | Ava Max                                      | Salt                          |
| 11 april     | Ava Max                                      | Salt                          |
| 18 april     | Ava Max                                      | Salt                          |
| 25 april     | Dua Lipa                                     | Physical                      |
| 2 mei        | Dua Lipa                                     | Physical                      |
| 9 mei        | Dotan                                        | Numb                          |
| 16 mei       | Dotan                                        | Numb                          |
| 23 mei       | Dotan                                        | Numb                          |
| 30 mei       | Selena Gomez                                 | Feel Me                       |
| 6 juni       | Dotan                                        | Numb                          |
| 13 juni      | The Weeknd                                   | In your eyes                  |
| 20 juni      | Sanah                                        | Melodia                       |
| 27 juni      | Ava Max                                      | Kings & queens                |
| 4 juli       | Ava Max                                      | Kings & queens                |
| 11 juli      | Sanah                                        | Melodia                       |
| 18 juli      | Sanah                                        | Melodia                       |
| 25 juli      | Vize & Tom Gregory                           | Never Let Me Down             |
| 1 augustus   | Vize & Tom Gregory                           | Never Let Me Down             |
| 8 augustus   | Vize & Tom Gregory                           | Never Let Me Down             |
| 15 augustus  | Vize & Tom Gregory                           | Never Let Me Down             |
| 22 augustus  | Męskie Granie Orkiestra 2020                 | Świt                          |
| 29 augustus  | Twocolors                                    | Lovefool                      |
| 5 september  | Ofenbach & Quarterhead & Norma Jean Martine  | Head Shoulders Knees & Toes   |
| 12 september | Męskie Granie Orkiestra 2020                 | Świt                          |
| 19 september | twocolors                                    | Lovefool                      |
| 26 september | Michael Patrick Kelly                        | Beautiful Madness             |
| 3 oktober    | Ofenbach & Quarterhead & Norma Jean Martine  | Head Shoulders Knees & Toes   |
| 10 oktober   | Kygo & Tina Turner                           | What's Love Got to Do with It |
| 17 oktober   | Sanah                                        | No sory                       |
| 24 oktober   | Sanah                                        | No sory                       |
| 31 oktober   | Sanah                                        | No sory                       |
| 7 november   | Sanah                                        | No sory                       |
| 14 november  | Baranovski                                   | Lubię być z nią               |
| 21 november  | Purple Disco Machine & Sophie and the Giants | Hypnotized                    |
| 28 november  | Ava Max                                      | Who's laughing now            |
| 5 december   | Ava Max                                      | Who's laughing now            |
| 12 december  | Ava Max                                      | Who's laughing now            |
| 19 december  | Purple Disco Machine & Sophie and the Giants | Hypnotized                    |
| 26 december  | Robin Schulz & KIDDO                         | All we got                    |